# Хохштеттер, Фердинанд (анатом)
Фердинанд Хохштеттер (нем. Ferdinand Hochstetter; 5 февраля 1861, Острава — 10 ноября 1954, Вена) — австрийский врач и анатом, специалист по сравнительной и систематической анатомии, а также сравнительной эмбриологии.

## Биография
Ф.Хохштеттер изучал медицину в Венском университете, и уже во время учёбы работал демонстратором, а с 1884 года — ассистентом в Анатомическом институте при университете. В 1885 году он завершает своё образование и продолжает работать в Анатомическом институте. В 1888 учёный защищает докторскую работу; с 1892 года он — внештатный профессор, а с 1896 — штатный профессор Инсбрукского университета. С 1908 года Ф.Хохштеттер — руководитель II анатомического института при Венском университете.
В 1925 году Ф.Хохштеттер становится членом Академии естественнонаучных исследований Леопольдина. После своего эмеритирования в 1932 году учёный продолжает проводить научные исследования в лаборатории бывшей Военно-медицинской академии. Основными темами, занимавшими его, были сравнительная анатомия и развитие больших сосудов, сердца и мозга. Он также разрабатывал новые методы препарирования и ввёл в научную практику консервацию тканей путём пропитки их парафином и хромирования. С 1921 года Ф.Хохштеттер продолжил работу Карла Тольда по составлению Большого анатомического атласа. Среди учеников учёного был Конрад Лоренц.
Ф.Хохштеттер был членом Прусской академии наук и Академии наук ГДР.

## Избранные сочинения
- «Zur Entwicklungsgeschichte des Gehirns»
- «Über vergleichende Anatomie»
- «Entwicklungsgeschichte des Blutgefäßsystems»